# Porsche 989
De Porsche 989 is een studiemodel gebouwd door de Duitse autofabrikant Porsche.

## Geschiedenis

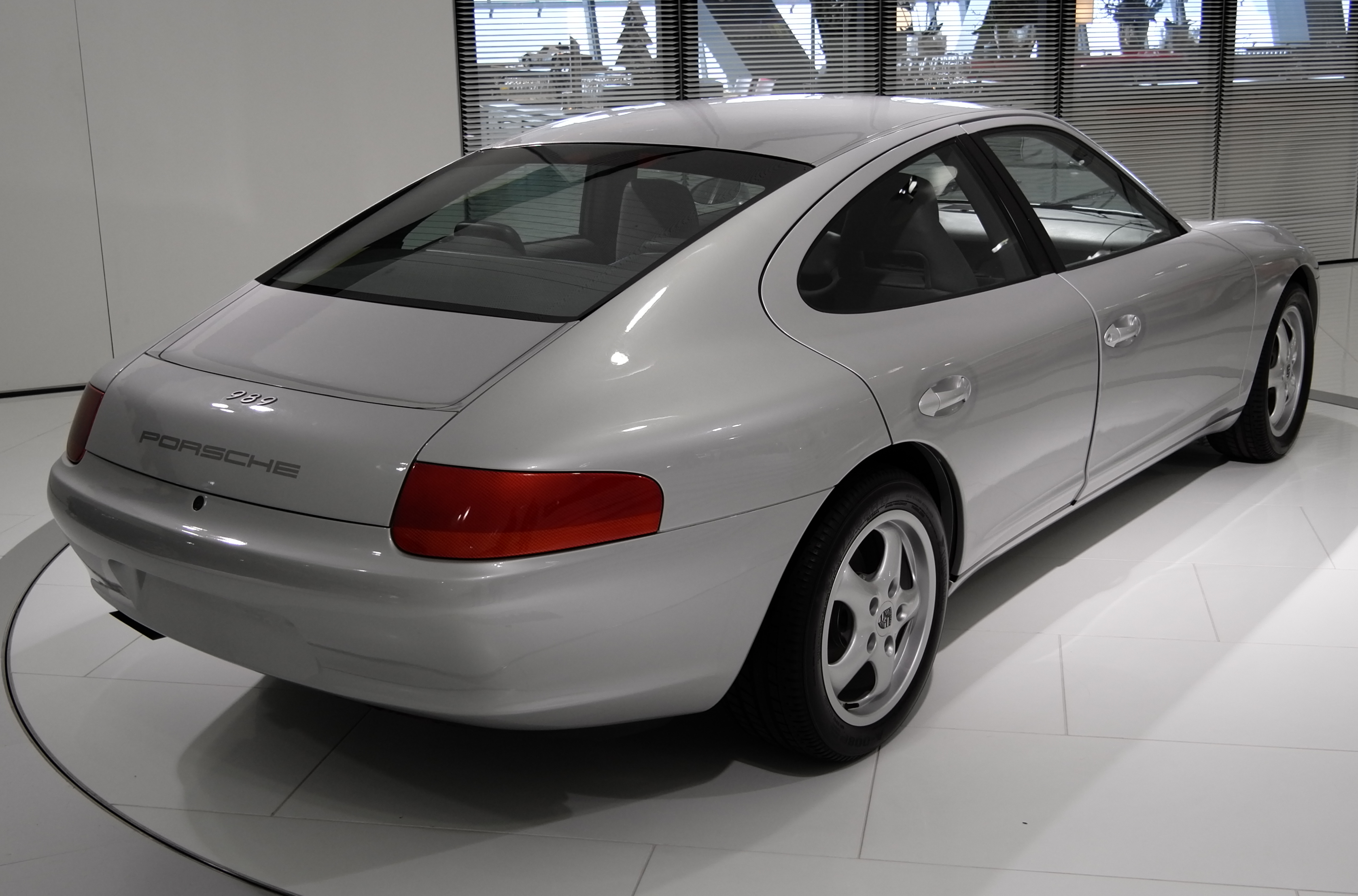
Achteraanzicht Porsche 989, tentoongesteld in het Porsche Museum

Doordat de Porsche 928 als Gran Turismo in de jaren na zijn marktintroductie in 1977 steeds beter verkocht werd zag Porsche commerciële mogelijkheden voor een vierdeurs model, ook gericht op sportiviteit en comfort, als aanvullende modelserie. Met die opdracht werd onder regie van Ulrich Bez, destijds hoofd product design en ontwikkeling binnen Porsche, tussen 1988 en 1991 de Porsche 989 ontwikkeld.

## Kenmerken
De Porsche 989 is een sportieve vierdeurs achterwiel aangedreven sedan die beschikt over een destijds nieuw ontwikkelde watergekoelde 3,6 liter V8-benzinemotor van 300 pk, die voorin was geplaatst. Hiermee moest de 989 in staat zijn om in 6 seconden naar 100 km/u te accelereren en een topsnelheid te bereiken van rond de 270 km/u. Bez noemde de 989 een "Learjet voor op de weg". Het ontwerp van de 989, een overduidelijke referentie naar de 911, was van de hand van de Nederlandse autodesigner Harm Lagaaij en zou als inspiratie dienen voor de latere 993 en 996-modellen.

## Productie
Met het vertrek van Ulrich Bez bij Porsche in 1991 verloor het project momentum. Ook verslechterden de marktomstandigheden in de periode van drie jaar dat de 989 werd ontwikkeld en dat maakte dat het productierijp maken van de 989 door Porsche werd gezien als te risicovol en te duur. Met het project waren kosten van uiteindelijk 600 miljoen Duitse marken gemoeid. De 989 heeft nooit het productiestadium gehaald en van de drie prototypes die gebouwd zijn is er één exemplaar bewaard gebleven. Dit exemplaar wordt tentoongesteld in het Porsche Museum in Stuttgart. 
De Porsche Panamera, geïntroduceerd in 2009, wordt gezien als de uiteindelijke opvolger van de Porsche 989.